# Cirugía de cataratas
La cirugía de cataratas, también llamada cirugía de reemplazo del cristalino, es la extracción del cristalino natural del ojo (también llamado "lente cristalina") que ha desarrollado una opacificación, que se conoce como catarata, y su reemplazo por una lente intraocular. Los cambios metabólicos de las fibras del cristalino a lo largo del tiempo conducen al desarrollo de la catarata, causando deterioro o pérdida de la visión. Algunos bebés nacen con cataratas congénitas, y ciertos factores ambientales también pueden inducir la formación de cataratas. Los primeros síntomas pueden incluir el fuerte deslumbramiento de las luces y pequeñas fuentes de luz por la noche, y disminución de la agudeza visual a niveles bajos de luz.
Durante la cirugía de cataratas, se retira el cristalino natural opaco del paciente, ya sea por emulsificación en el lugar o por corte. En su lugar se implanta una lente intraocular artificial (LIO). Generalmente, un oftalmólogo realiza la cirugía de cataratas en un centro quirúrgico u hospital en régimen ambulatorio antes que en régimen de hospitalización. Se utiliza anestesia local tópica, subtenoniana, peribulbar o retrobulbar, que suele causar poca o ninguna molestia al paciente. Más del 90% de las operaciones permiten restaurar la visión útil con éxito, con un índice de complicaciones bajo. La facoemulsificación de día, de gran volumen, mínimamente invasiva y de pequeña incisión con rápida recuperación postoperatoria se han convertido en el estándar de atención en cirugía de catarata en todo el mundo.

## Tipos
Hay dos tipos principales de procedimientos quirúrgicos comunes en todo el mundo. El primer procedimiento es la facoemulsificación (faco) y el segundo involucra dos tipos diferentes de extracción extracapsular de catarata (EECC). En la mayoría de las cirugías se inserta una lente intraocular. Las lentes plegables (o blandas) se utilizan generalmente para la incisión del faco de 2–3 mm, mientras que las lentes rígidas (duras) se colocan a través de la incisión extracapsular más grande. El pequeño tamaño de la incisión utilizado en la facoemulsificación (2–3 mm) a menudo permite el cierre de la incisión "sin sutura". La EECC utiliza una incisión más grande (10-12 mm) y, por lo tanto, suele requerir puntos de sutura, lo que en parte llevó a la modificación de la ECCE conocida como cirugía manual de catarata por pequeña incisión (MSICS, siglas en inglés).
La extracción de catarata mediante extracción intracapsular de catarata (EICC) ha sido sustituida por facoemulsificación y EECC, y rara vez se realiza.
La facoemulsificación es el procedimiento de catarata más realizado en el mundo desarrollado. Sin embargo, el alto costo de una máquina de facoemulsificación y del equipo desechable asociado hace que la EECC y la MSICS sigan siendo los procedimientos más comúnmente realizados en los países en vías de desarrollo.
La cirugía de cataratas se hace comúnmente en régimen de atención diurna, en lugar de en régimen de hospitalización, ya que hay alguna evidencia de que la cirugía ambulatoria tiene resultados similares y es más barata que la hospitalización y la estancia nocturna.

### Tipos de cirugía
Existen diversas técnicas quirúrgicas utilizadas en cirugía de catarata:
La facoemulsificación (faco) es la técnica más utilizada en los países desarrollados. Consiste en el uso de una máquina con una pieza de ultrasonido equipada con una punta de titanio o acero. La punta vibra a frecuencia ultrasónica (40.000 Hz) y el material del cristalino se emulsiona. Se puede utilizar un segundo instrumento fino (a veces llamado "cracker" o "chopper") desde un puerto lateral para facilitar el agrietamiento o la fragmentación del núcleo en pedazos más pequeños. La fragmentación en piezas más pequeñas facilita la emulsificación, así como la aspiración de material cortical (parte blanda del cristalino alrededor del núcleo). Después de completar la facoemulsificación del núcleo y el material cortical del cristalino, se utiliza una sonda de irrigación-aspiración dual (I-A) o un sistema I-A bimanual para aspirar el resto del material cortical periférico.
Cirugía Manual de catarata por incisión pequeña (MSICS): Esta técnica es una evolución de la EECC (véase más adelante) en la que todo el cristalino se extrae fuera del ojo a través de una herida de túnel escleral autosellante. Un túnel escleral adecuadamente construido es hermético y no requiere sutura. El título "pequeño" se refiere a que la herida es relativamente menor que un EECC, aunque todavía es notablemente mayor que una herida de faco. Los ensayos clínicos con MSICS frente a faco en cataratas densas no han encontrado diferencias en los resultados, pero sí un menor tiempo quirúrgico más y costes significativamente menores con MSICS.
Extracción extracapsular de catarata (EECC): La extracción extracapsular de la catarata implica la extracción de casi todo el cristalino natural, mientras que la cápsula elástica del cristalino (cápsula posterior) se deja intacta para permitir la implantación de una lente intraocular. Consiste en la expresión manual del cristalino a través de una incisión grande (en general, de 10 a 12 mm) realizada en la córnea o la esclerótica. Aunque requiere una incisión mayor y el uso de puntos de sutura, el método convencional puede estar indicado para pacientes con cataratas muy duras u otras situaciones en las que la facoemulsificación es problemática.
La extracción intracapsular de la catarata implica la extracción del cristalino y la cápsula del cristalino circundante en una pieza. El procedimiento tiene una tasa relativamente alta de complicaciones debido a la gran incisión requerida y a la presión ejercida sobre el cuerpo vítreo. Por lo tanto, ha sido sustituido en gran medida y rara vez se realiza en países donde se dispone de equipos de microscopía y tecnología de alta disponibilidad. Después de retirar el cristalino, puede colocarse una lente plástica artificial (implante de lente intraocular) en la cámara anterior o suturarse en el surco.
La cirugía de catarata asistida por láser de femtosegundo no ha demostrado beneficios visuales, refractivos o de seguridad sobre la facoemulsificación manual. La crioextracción es una forma de EICC que congela el cristalino con una sustancia criogénica como el nitrógeno líquido. En esta técnica, la catarata se extrae mediante el uso de un crioextractor – una criosonda cuya punta refrigerada se adhiere y congela al tejido del cristalino, permitiendo su extracción. Aunque actualmente se utiliza principalmente para la extracción de lentes subluxadas, fue la forma de extracción de catarata preferida desde finales de la década de 1960 hasta principios de la década de 1980.

### Lentes intraoculares
Implante de lente intraocular (LIO): después de la extracción de la catarata, generalmente se implanta una lente intraocular en el ojo, ya sea a través de una pequeña incisión (1,8 mm a 2,8 mm) utilizando una lente plegable, o a través de una incisión agrandada, utilizando una lente de poli(metilmetacrilato) (PMMA). La lente intraocular plegable, hecha de silicona o material acrílico de potencia adecuada, está plegada ya sea utilizando un Holder/folder, o un dispositivo de inserción propio provisto junto con la lente intraocular. El cristalino implantado se introduce a través de la incisión en la bolsa capsular dentro de la cámara posterior (implantación en la bolsa). A veces, puede ser necesario implantar un surco (en la parte frontal o en la parte superior de la bolsa capsular pero detrás del iris) debido a desgarros de la cápsula posterior o a zonulodiálisis. El implante de LIO de cámara posterior (LIOCP) en pacientes menores de 1 año es controvertido debido al rápido crecimiento ocular a esta edad y a la excesiva inflamación, que puede ser muy difícil de controlar. La corrección óptica en estos pacientes sin lente intraocular (afáquica) suele manejarse con lentes de contacto o gafas especiales. Más adelante, puede considerarse el implante secundario de lente intraocular (implantación de un implante de lente como segunda operación). Actualmente se dispone de nuevos diseños de lentes intraoculares multifocales. Estas lentes permiten enfocar los rayos desde objetos distantes y cercanos, trabajando mucho como gafas bifocales o trifocales. La selección preoperatoria del paciente y el buen consejo es extremadamente importante para evitar expectativas irreales e insatisfacción postoperatoria del paciente. La aceptabilidad de estas lentes se ha hecho mejor y los estudios han mostrado buenos resultados en pacientes seleccionados. Además, existe una lente acomodativa aprobada por la FDA estadounidense en 2003 y elaborada por Eyeonics, ahora Bausch & Lomb. El Crystalens se implanta en la cápsula del cristalino del ojo, y su diseño permite que los músculos focales del cristalino lo trasladen hacia atrás y hacia adelante, dando al paciente capacidad de enfoque natural.
Las lentes intraoculares artificiales (LIO) se utilizan para reemplazar el cristalino natural del ojo que se retira durante la cirugía de cataratas. Estas lentes han ido aumentando en popularidad desde la década de 1960, pero hasta 1981 no se emitió la primera aprobación de la Administración de Alimentos y Medicamentos de los Estados Unidos (FDA) para este tipo de producto. El desarrollo de LIO trajo consigo una innovación, ya que no se sustituía el cristalino de los pacientes y por eso tenían que usar gafas muy gruesas o algún tipo especial de lentes de contacto. Actualmente, las LIO están especialmente diseñadas para pacientes con diferentes problemas visuales. Los principales tipos de LIO que existen actualmente se dividen en lentes monofocales y multifocales.
Las lentes intraoculares monofocales son las tradicionales, que solo proporcionan visión a una distancia: lejana, intermedia o cercana. Es probable que los pacientes que eligen estas lentes sobre los tipos más desarrollados necesiten usar gafas o lentes de contacto para leer o usar el ordenador. Estas lentes intraoculares suelen ser esféricas y tienen una superficie uniformemente curvada. La lente intraocular multifocal es uno de los tipos más nuevos de este tipo de lentes. A menudo se les denomina lentes "premio" porque son multifocales y acomodativas, y permiten al paciente visualizar objetos a más de una distancia, eliminando la necesidad de usar gafas o lentes de contacto. Las lentes intraoculares premium se usan para corregir la presbicia o el astigmatismo. Las lentes intraoculares premium son más caras y, por lo general, no están cubiertas, o no están totalmente cubiertas, por un seguro médico, ya que sus beneficios adicionales se consideran un lujo y no una necesidad médica. El implante de lente intraocular acomodativa sólo tiene un punto focal, pero actúa como si se tratara de una lente intraocular multifocal. La lente intraocular fue diseñada con una bisagra similar a la mecánica del cristalino natural del ojo. Las lentes intraoculares utilizadas en la corrección del astigmatismo se llaman tóricas y han sido aprobadas por la FDA desde 1998. La lente intraocular quirúrgica STAAR fue la primera que se desarrolló en Estados Unidos y puede corregir hasta 3,5 dioptrías. Un modelo diferente de lentes tóricas fue creado por Alcon y puede corregir hasta 3 dioptrías de astigmatismo. Para lograr el mayor beneficio de una lente tórica, el cirujano debe rotar la lente para estar alineada con el astigmatismo del paciente. El análisis de frente de onda intraoperatorio, como el que proporciona el Sistema ORA desarrollado por Wavetec Visions Systems, se puede usar para ayudar al médico en la colocación de lentes tóricas y minimizar errores astigmáticos. La cirugía de catarata puede realizarse para corregir problemas de visión en ambos ojos, y en estos casos, se aconseja a los pacientes considerar la monovisión. Este procedimiento consiste en insertar en un ojo una lente intraocular que proporciona visión cercana y en el otro ojo una lente intraocular que proporciona visión a distancia. Aunque la mayoría de los pacientes pueden adaptarse a la implantación de lentes monofocales en ambos ojos, algunos no pueden y pueden experimentar visión borrosa tanto de cerca como de lejos. Las LIO que enfatizan la visión a distancia pueden mezclarse con las LIO que enfatizan la visión intermedia para lograr un tipo de monovisión modificada. Bausch y Lomb desarrollaron en 2004 las primeras LIO asféricas, que proporcionan una mejor sensibilidad al contraste al tener su periferia más plana que la mitad del cristalino. Sin embargo, algunos cirujanos de cataratas han cuestionado los beneficios de las LIO asféricas, porque el beneficio de la sensibilidad al contraste puede no durar en pacientes mayores. Algunas de las LIO recientemente lanzadas al mercado son capaces de proporcionar protección ultravioleta y a la luz azul. El cristalino del ojo filtra estos rayos potencialmente dañinos y muchas LIO de primera calidad están diseñadas para llevar a cabo esta tarea también. Sin embargo, según algunos estudios, estas lentes se han asociado con una disminución en la calidad de la visión. Otro tipo de lente intraocular es la fotosensible que todavía está en ensayos clínicos de la FDA. Este tipo particular de lente intraocular se implanta en el ojo y luego se trata con luz de cierta longitud de onda para alterar la curvatura del cristalino.
En algunos casos, los cirujanos pueden optar por insertar una lente adicional sobre la ya implantada. Este tipo de procedimientos de LIO se denominan LIO "piggyback" y por lo general se consideran una opción siempre que el resultado del primer implante no sea óptimo. En estos casos, la implantación de otra lente intraocular sobre la existente se considera más segura que la sustitución de la lente inicial. Este enfoque también puede usarse en pacientes que necesitan altos grados de corrección visual.
Independientemente de cuál sea la LIO, el cirujano necesitará seleccionar la potencia adecuada de LIO (como una prescripción de gafas) para proporcionar al paciente el resultado refractivo deseado. Tradicionalmente, los médicos utilizan mediciones preoperatorias que incluyen curvatura de la córnea, longitud axial y mediciones de blanco a blanco para estimar la potencia requerida de la lente intraocular. Estos métodos tradicionales incluyen varias fórmulas incluyendo Hagis, Hoffer Q, Holladay 1, Holladay 2, y SRK/T, para nombrar algunas. Los resultados de refracción que utilizan las fórmulas tradicionales de cálculo de potencia dejan a los pacientes dentro de 0,5D del objetivo (correlación a 20/25 cuando están dirigidos a la distancia) o mejor en el 55% de los casos y dentro de 1D (correlación a 20/40 cuando están dirigidos a la distancia) o mejor en el 85% de los casos. Recientes avances en tecnología de frente de onda interoperatoria, como el sistema ora de sistemas de visión Wavetec Vision Systems, han demostrado en estudios, cálculos de potencia que proporcionan mejores resultados, obteniéndose un 80% de pacientes dentro de 0,5D (20/25 o mejor).
Estadísticamente, la cirugía de catarata e implante de lente intraocular parecen ser los procedimientos con las tasas de éxito más seguras y más altas cuando se trata de cuidado ocular. Sin embargo, al igual que con cualquier otro tipo de cirugía, implica ciertos riesgos. El coste es otro aspecto importante de estas lentes. Aunque la mayoría de las compañías de seguros cubren los costos de las LIO tradicionales, es posible que los pacientes necesiten pagar la diferencia de precios si eligen las lentes premium que son más caras.

## Evaluación preoperatoria
Es necesaria una exploración ocular o una evaluación preoperatoria por parte de un cirujano ocular para confirmar la presencia de una catarata y determinar si el paciente es un candidato adecuado para la cirugía. El paciente debe cumplir ciertos requisitos tales como:
Debe evaluarse el grado de reducción de la visión debida, al menos en gran parte, a la catarata. Mientras que la existencia de otras enfermedades que ponen en peligro la visión, como la degeneración macular asociada a la edad o el glaucoma, no impide la cirugía de catarata, se puede esperar menos mejoría en presencia de estas.
Los ojos deben tener una presión normal o cualquier glaucoma preexistente debe controlarse adecuadamente con medicamentos. En casos de glaucoma no controlado, se puede planificar y realizar un procedimiento combinado catarata-glaucoma (faco-trabeculectomía).
La pupila debe dilatarse adecuadamente con gotas oftálmicas; si la dilatación farmacológica de la pupila es inadecuada, pueden ser necesarios procedimientos para la dilatación pupilar mecánica durante la cirugía.
Los pacientes con desprendimiento de retina pueden ser programados para un procedimiento combinado vítreo-retiniano, junto con implante PC-LIO.
Además, recientemente se ha demostrado que los pacientes que toman tamsulosina (Flomax), un fármaco común para el agrandamiento de la próstata, son propensos a desarrollar una complicación quirúrgica conocida como síndrome del iris flácido intraoperatorio (SIFI), que debe ser manejado correctamente para evitar la complicación de la rotura posterior de la cápsula; sin embargo, estudios prospectivos han demostrado que el riesgo se reduce en gran medida si el cirujano es informado de la historia del paciente con el fármaco previamente, y tiene las técnicas alternativas adecuadas preparadas.
Una Revisión Cochrane de tres ensayos clínicos aleatorizados que incluyeron más de 21.500 cirugías de cataratas examinó si las pruebas médicas preoperatorias de rutina dieron lugar a una reducción de los eventos adversos durante la cirugía. Los resultados mostraron que la realización de pruebas médicas preoperatorias no produjo una reducción del riesgo de eventos adversos médicos intraoperatorios o postoperatorios, en comparación con las cirugías sin o con pruebas preoperatorias limitadas.

## Procedimientos quirúrgicos
El procedimiento quirúrgico en la facoemulsificación para la extracción de la catarata implica una serie de pasos, y típicamente se realiza bajo un microscopio quirúrgico. Cada paso debe realizarse con cuidado y habilidad para lograr el resultado deseado. Los pasos pueden describirse de la siguiente manera:
Anestesia; Los agentes anestésicos tópicos son los más utilizados y pueden colocarse en el globo ocular antes de la cirugía y en el globo ocular durante la cirugía. Las técnicas de inyección anestésica incluyen inyecciones subconjuntivales e inyecciones posteriores al globo ocular (bloqueo retrobulbar) para producir un bloqueo nervioso regional. La sedación intravenosa puede combinarse con las técnicas tópicas e inyectables. La anestesia general con el paciente inconsciente de los agentes intravenosos y/o los gases inhalados es otra técnica, sin embargo, la anestesia general no es el tratamiento estándar.
Exposición del globo ocular utilizando un espéculo palpebral;
Entrar en el ojo a través de una incisión mínima (corneana o escleral);
Viscoelástica; Se inyecta para estabilizar la cámara anterior, para ayudar a mantener la presurización del ojo y para distender la cápsula de la catarata durante la implantación de LIO.
Capsulorrexis; este paso implica hacer una abertura circular en la superficie frontal del cristalino con el fin de acceder dentro del material del cristalino opaco.
Hidrodisección; la capa cortical externa de la catarata se diseca, mediante la inyección de una onda líquida, desde la cápsula, la piel más externa de la catarata.
Hidrodelineación; el epi-núcleo externo más blando de la catarata se separa del endo-núcleo interno más firme por la inyección de una onda líquida. El epi-núcleo sirve para proteger la cápsula de la catarata durante la facoemulsificación del endo-núcleo.
Destrucción ultrasónica o emulsificación de la catarata después del agrietamiento nuclear (si es necesario), aspiración cuidadosa del resto de la corteza del cristalino (capa externa del cristalino) de la bolsa capsular, pulido capsular (si es necesario);
Implante de lente intraocular (LIO) plegable;
Eliminación viscoelástica; la inyección viscoelástica para estabilizar la cámara anterior, proteger la córnea del daño y distender la cápsula de la catarata durante la implantación de la lente intraocular debe ser retirada del ojo para prevenir el glaucoma viscoelástico (un aumento severo de la presión intraocular) después de la cirugía. Esto se realiza a través de succión del instrumento de irrigación-aspiración.
Sellado de la herida / hidratación (si es necesario). La incisión se cierra elevando la presión dentro del globo ocular que presiona el tejido interno contra el tejido externo de la incisión obligando a cerrar la incisión. La pupila se dilata utilizando gotas (si se va a colocar la lente intraocular detrás del iris) para ayudar a visualizar mejor la catarata. Las gotas de contracción pupilar se reservan para el implante secundario de LIO frente al iris (si la catarata ya se ha retirado sin implante primario de LIO). La anestesia se puede colocar por vía tópica (goteo) o mediante inyección cerca (peribulbar) o detrás (retrobulbar) del ojo. Los anestésicos tópicos se utilizan comúnmente al mismo tiempo que una inyección intracameral de lidocaína para reducir el dolor durante la operación. La sedación oral o intravenosa también puede usarse para reducir la ansiedad. La anestesia general rara vez es necesaria, pero puede ser utilizada para niños y adultos con problemas médicos o psiquiátricos particulares. La operación puede ocurrir en una camilla o en una silla de exploración reclinada. Los párpados y la piel circundante han de limpiarse con desinfectante. La cara está cubierta con un paño o una lámina, con una abertura para el ojo operado. El párpado se mantiene abierto con un espéculo para minimizar el parpadeo durante la cirugía. Por lo general, en los ojos correctamente anestesiados el dolor es mínimo, aunque es frecuente una sensación de presión y molestias a raíz de la luz brillante del microscopio usado en la operación. La superficie ocular se mantiene húmeda utilizando gotas oftálmicas estériles salinas o viscoelásticas de metilcelulosa. La discisión en el cristalino del ojo se realiza en el punto donde se encuentra la córnea y la esclerótica o cerca de este (limbo = unión corneoescleral). Las ventajas de la incisión más pequeña incluyen el uso de pocos o ningún punto y un menor tiempo de recuperación. Una capsulotomía (rara vez conocida como cistotomía) es un procedimiento para abrir una porción de la cápsula del cristalino, utilizando un instrumento llamado cistótomo. Una capsulotomía anterior se refiere a la abertura de la porción frontal de la cápsula del cristalino, mientras que una capsulotomía posterior se refiere a la abertura de la porción posterior de la cápsula del cristalino. En la facoemulsificación, el cirujano realiza una capsulorrexis curvilínea anterior continua, para crear una abertura redonda y lisa a través de la cual el núcleo del cristalino puede ser emulsionado e insertado el implante de lente intraocular.
Después de la extracción de la catarata (a través de EECE o facoemulsificación, como se describe anteriormente), generalmente se inserta una lente intraocular. Después de insertar la lente intraocular, el cirujano comprueba que la incisión no filtra líquido. Este es un paso muy importante, ya que la fuga de heridas aumenta el riesgo de que los microorganismos no deseados accedan al ojo y lo predisponen a la endoftalmitis. Se coloca un colirio combinado antibiótico/esteroide y se puede aplicar un escudo ocular sobre el ojo operado, a veces complementado con un parche ocular.
Los antibióticos pueden administrarse en el preoperatorio, en el intraoperatorio y/o en el posoperatorio. Con frecuencia, se utiliza un corticoide tópico en combinación con antibióticos tópicos en el postoperatorio.
La mayoría de las operaciones de cataratas se realizan bajo anestesia local, lo que permite que el paciente se vaya a casa el mismo día. Puede estar indicado el uso de un parche ocular, por lo general durante unas horas, después de lo cual se le indica al paciente que comience a usar el colirio para controlar la inflamación y los antibióticos que previenen la infección. Los procedimientos de cristalino y cataratas se realizan comúnmente en forma ambulatoria; en Estados Unidos, el 99,9% de los procedimientos de cristalino y cataratas se realizaron en forma ambulatoria en 2012. En ocasiones, puede realizarse una iridectomía periférica para minimizar el riesgo de glaucoma por bloqueo pupilar. Una abertura a través del iris puede moda manualmente ( iridectomía quirúrgica) o con un láser (denominado iridotomía láser Nd-YAG). La iridotomía periférica con láser puede realizarse antes o después de la cirugía de catarata.
El agujero de iridectomía es mayor cuando se realiza manualmente que cuando se realiza con láser. Cuando se realiza el procedimiento quirúrgico manual, pueden producirse algunos efectos secundarios negativos, como que la abertura del iris puede verse por otros (estéticos), y la luz puede caer en el ojo a través del nuevo agujero, creando algunas alteraciones visuales. En el caso de las alteraciones visuales, el ojo y el cerebro a menudo aprenden a compensar e ignorar las alteraciones a lo largo de un par de meses. A veces, la abertura periférica del iris puede sanar, lo que significa que el agujero deja de existir. Esta es la razón por la cual el cirujano a veces hace dos agujeros, de modo que al menos se mantiene abierto un agujero.
Después de la cirugía, se instruye al paciente para que use colirios antiinflamatorios y antibióticos durante al menos dos semanas (dependiendo del estado inflamatorio del ojo y algunas otras variables). El cirujano oftalmólogo juzgará, en función de la idiosincrasia de cada paciente, la duración del uso de los colirios. El ojo se recuperará principalmente al cabo de una semana, y se debe esperar una recuperación completa en aproximadamente un mes. El paciente no debe participar en deportes de contacto/extremos hasta que el cirujano ocular lo autorice.

## Complicaciones
Las complicaciones tras la cirugía de catarata son relativamente poco frecuentes.
DVP: el desprendimiento de vítreo posterior no amenaza directamente la visión. Aun así, es de interés creciente porque la interacción entre el cuerpo vítreo y la retina podría desempeñar un papel decisivo en el desarrollo de las principales afecciones vitreorretinianas patológicas. La DVP puede ser más problemática en pacientes más jóvenes, ya que muchos pacientes mayores de 60 años ya han pasado por la DVP. La DVP puede acompañarse de destellos periféricos y un número creciente de moscas volantes.
OCP– algunas personas pueden desarrollar una opacificación de la cápsula posterior (OCP), también llamada catarata secundaria. Tras la cirugía de catarata se espera como cambio fisiológico que las células capsulares posteriores sufran hiperplasia y migración celular, que se manifiesta como engrosamiento, opacificación y opacidad de la cápsula posterior del cristalino (que se deja detrás cuando se retira la catarata, para la colocación de la lente intraocular). Esto puede comprometer la agudeza visual y el oftalmólogo puede utilizar un dispositivo para corregir esta situación. Puede corregirse de manera segura e indolora utilizando un dispositivo láser para hacer pequeños agujeros en la cápsula posterior del cristalino. Generalmente, es un procedimiento ambulatorio rápido que utiliza un láser Nd-YAG (acrónimo del inglés de Neodimio Itrio Aluminio Granate) para interrumpir y eliminar la porción central del polo posterior opacificado de la cápsula (capsulotomía posterior). Esto crea un eje visual central claro para mejorar la agudeza visual. En las cápsulas posteriores muy gruesas, la capsulectomía quirúrgica (Manual) es el procedimiento quirúrgico realizado. Sin embargo, la capsulotomía YAG es un factor que debe tenerse en cuenta en caso de sustitución de LIO, ya que el vítreo puede migrar hacia la cámara anterior a través de la abertura hasta el momento ocluida por la LIO.
El desgarro capsular posterior puede ser una complicación durante la cirugía de catarata. La tasa de desgarro capsular posterior entre los cirujanos expertos oscila entre el 2% y el 5%. Se refiere a una ruptura de la cápsula posterior del cristalino natural. El tratamiento quirúrgico puede incluir vitrectomía anterior y, en ocasiones, planificación alternativa para implantar la lente intraocular, ya sea en el surco ciliar, en la cámara anterior (frente al iris), o, con menor frecuencia, suturar a la esclerótica.
El desprendimiento de retina normalmente ocurre con una prevalencia de 1 de cada 1.000 (0,1%), pero los pacientes que se han sometido a cirugía de cataratas tienen un riesgo mayor (0,5–0,6%) de desarrollar desprendimiento de retina regmatógeno (DRR) – la forma más común de desprendimiento de retina. La cirugía de catarata acelera la velocidad de licuefacción del humor vítreo y esto conduce a mayores tasas de DRR. Cuando se produce un desgarro de retina, el líquido vítreo entra en el espacio entre la retina y el epitelio pigmentario de la retina (EPR) y se presenta como destellos de luz (fotopsia), moscas flotantes oscuras y pérdida de visión periférica.
El síndrome tóxico del segmento anterior STSA (o TASS en inglés) es una condición inflamatoria no infecciosa que puede ocurrir después de una cirugía de cataratas. Suele tratarse con corticoides tópicos en altas dosis y frecuencia.
La endoftalmitis es una infección grave de los tejidos intraoculares, en general después de una cirugía intraocular o de un traumatismo penetrante. Existe cierta preocupación de que la incisión corneal clara pueda predisponer al aumento de endoftalmitis, pero no existe un estudio concluyente para corroborar esta sospecha. Puede utilizarse como medida preventiva una inyección intracameral de antibióticos.
Puede producirse un glaucoma y puede ser muy difícil de controlar. Generalmente se asocia con inflamación, especialmente cuando pequeños fragmentos o nudos del núcleo acceden a la cavidad vítrea. Algunos expertos recomiendan una intervención temprana cuando se produce esta afección (vitrectomía pars plana posterior). Puede haber glaucoma neovascular, especialmente en pacientes diabéticos. En algunos pacientes, la presión intraocular puede permanecer tan alta que puede aparecer ceguera.
La hinchazón o el edema de la parte central de la retina, llamada mácula, que produce edema macular, puede ocurrir unos días o semanas después de la cirugía. La mayoría de estos casos pueden tratarse con éxito. Se ha descrito que el uso preventivo de antiinflamatorios no esteroideos reduce en cierta medida el riesgo de edema macular.
Síndrome de Uveitis-Glaucoma-Hyfema: es una complicación de la cirugía de catarata causada por la irritación mecánica de lentes intraoculares mal posicionadas sobre iris, cuerpo ciliar o ángulo iridocorneal.
Otras posibles complicaciones incluyen: hinchazón o edema de la córnea, a veces asociado con visión borrosa, que puede ser transitoria o permanente (queratopatía bullosa seudofáquica). Rara vez se puede producir desplazamiento o luxación del implante de lente intraocular. Puede producirse un error refractivo no planificado (ya sea miopía o hipermetropía) debido al error en la biometría ultrasónica (medición de la longitud y potencia requerida de la lente intraocular). La cianopsia, en la cual el paciente ve todo teñido con azul, a menudo ocurre durante unos días, semanas o meses después de la extracción de una catarata. Las moscas volantes suelen aparecer después de la cirugía.

## Historia

### En la antigua Babilonia
La cirugía de catarata fue mencionada por primera vez en el código babilónico de Hammurabi 1750 BC.

### En el antiguoEgipto
Posiblemente la primera representación de la cirugía de catarata en la historia registrada sea en una estatua de la quinta dinastía (2467-2457 a. C.). Se alega además que "la pintura en relieve de la tumba número TT 217 de un asentamiento obrero en Deir-el-Medina" muestra "el hombre enterrado en la tumba, Ipuy... uno de los constructores de tumbas reales en el reconocido Valle de los Reyes, hacia 1279-1213 a.C.", mientras se somete a una cirugía de cataratas.

### En laGreciaantigua
Galeno de Pergamon el siglo II d. C., médico griego, cirujano y filósofo, realizó una operación similar a la cirugía moderna de la catarata. Con un instrumento en forma de aguja, Galeno intentó extraer un cristalino afectado por cataratas. Aunque muchos historiadores del siglo XX han afirmado que Galeno creía que el cristalino estaba en el centro exacto del ojo, Galeno entendió realmente que el cristalino se encuentra en la cara anterior del ojo humano.

### India
En la India antigua se descubrió una forma de cirugía de catarata, ahora conocida como "couching", y posteriormente se introdujo a otros países por el médico indio Sushruta (siglo VI a. C.), quien la describió en su obra el compendio de Sushruta o Sushruta Samhita. La sección Uttaratantra del compendio, capítulo 17, versos 55-69, describe una operación en la que se utilizó una aguja curva para empujar la sustancia flemática opaca (kapha en sánscrito) en el ojo fuera del camino de visión. Entonces, la flema se expulsó por la nariz. Más tarde, el ojo sería empapado con mantequilla tibia clarificada y luego vendado. Aquí está la traducción del original sánscrito:
Versos 55–56: Ahora se describirá el procedimiento quirúrgico de la operación de ślaiṣmika liṅganāśa (catarata). Debe tomarse (para el tratamiento), si la porción enferma en la región pupilar no tiene forma de media luna, de gota de sudor o perla: no está fija, es irregular y delgada en el centro, estriada o heterogénea y no se encuentra dolorosa ni rojiza.
Versos 57–61Ab: en temporada moderada, después de la unión y sudoración, el paciente debe ser posicionado y mantenido firmemente mientras se agarra la nariz constantemente. Ahora el cirujano sabio dejando dos partes del círculo blanco desde el negro hacia el canto externo debe abrir los ojos debidamente libres de red vascular y luego con un instrumento en forma de vara con punta de cebada sostenido firmemente en la mano con los dedos medio, índice y pulgar debe perforar el punto similar al agujero natural con esfuerzo y confianza no por debajo, por encima o por los lados. El ojo izquierdo debe ser puncionado con la mano derecha y viceversa. Cuando se punciona adecuadamente sale una gota de líquido y también hay algún sonido típico.
Versos 61Bc–64ab: justo después de puncionar, el experto debe irrigar el ojo con leche materna y fomentarlo desde el exterior con hojas tiernas vāta-[viento-] que alivien independientemente de que el doṣa [defecto] sea estable o móvil, sosteniendo el instrumento adecuadamente en posición. Luego, debe rasparse el círculo pupilar con la punta del instrumento mientras el paciente, cerrando la fosa nasal del lado opuesto al ojo puncionado, para que se elimine el kapha [flema] situada en la región.
Versos 64Cd–67: cuando la región pupilar se vuelve clara como el sol sin nube y es indolora, se debe considerar bien raspada. (Si no se puede eliminar el doṣa [defecto] o éste reaparece, se repite la punción después de la unción y la sudoración). Cuando se vea bien la vista se debe retirar la śalākā [sonda] lentamente, se unge el ojo con ghee [mantequilla clarificada] y se venda. Entonces el paciente: debe acostarse en posición supina en una cámara plácida. Debe evitar eructar, toser, estornudar, escupir y sacudir durante la operación y, a partir de entonces, observar las restricciones como después de tomar sneha [aceite].
V. 68: los ojos deben lavarse con decocciones similares después de cada tres días y para eliminar el temor a (la agravación de) vāyu [viento], también debe fomentarse como se ha mencionado antes (desde fuera y suavemente).
V. 69: después de observar restricciones durante diez días de esta manera, deben utilizarse medidas postoperatorias para normalizar la visión junto con una dieta ligera en cantidad adecuada.
La extracción de las cataratas por cirugía también se introdujo en China desde la India, y floreció en las dinastías Sui (581–618) y Tang (618–907).

### Áfricaoccidental
La extracción de las cataratas fue un procedimiento quirúrgico común en Djenné (así como en muchas otras partes de África).

### Europa y el mundo islámico
Las primeras referencias a la catarata y su tratamiento en Europa se encuentran en el año  29 d. C. en De Medicinae, obra del enciclopedista Latino Aulus Cornelius Celsus, que también describe una operación de couching. El couching siguió siendo usado en toda la Edad Media y todavía se utiliza en algunas partes de África y en Yemen. Sin embargo, el couching es un método de tratamiento de la catarata ineficaz y peligroso , y a menudo da lugar a que los pacientes permanezcan ciegos o con una visión sólo parcialmente restaurada. En la mayoría de los casos, ha sido sustituido por cirugía extracapsular de catarata y, sobre todo,por la facoemulsificación. El cristalino también puede extraerse por succión a través de un instrumento hueco. Se han desterrado los instrumentos de succión oral de bronce que parecen haberse utilizado para este método de extracción de catarata durante el siglo II d. C. Dicho procedimiento fue descrito por el médico persa del siglo X Muhammad ibn Zakariya al-Razi, quien lo atribuyó a Antyllus, médico griego del siglo II. El procedimiento "requiere una gran incisión en el ojo, una aguja hueca y un asistente con una capacidad pulmonar extraordinaria". Este procedimiento de succión también fue descrito por el oftalmólogo iraquí Ammar al-Mawsili, en su Elección de Enfermedades Oculares, también escrito en el siglo X. Presentó sus historias clínicas, afirmando haber tenido éxito con él en una serie de pacientes. La extracción del cristalino tiene el beneficio de eliminar la posibilidad de que el cristalino vuelva a entrar en el campo de visión. En Egipto del siglo XIV, el oculista al-Shadhili, reportó una variante posterior de la aguja de catarata que utilizaba un tornillo para producir succión. Sin embargo, no está clara la frecuencia con la que se utilizó este método, ya que otros escritores, incluyendo Abu al-Qasim al-Zaharai y al-Shadhili, mostraron una falta de experiencia con este procedimiento o afirmaron que fue ineficaz.

### sigloXVIIIy más tarde
En 1748, Jacques Daviel fue el primer médico Europeo moderno en extraer con éxito las cataratas del ojo. En América, es posible que en 1611 se  realizara una forma temprana de cirugía conocida como couching de cataratas, y es muy probable que la extracción de cataratas se realizara en 1776. En 1815, Philip Syng Physick, cirujano de Filadelfia, realizó la extracción de cataratas por aspiración del material del cristalino a través de un tubo al que se aplica la succión. A principios del siglo XIX, en la India, el rey Serfoji II Bhonsle de Thanjavur realizó cirugías de cataratas, como se documentó en manuscritos de la Biblioteca Saraswathi Mahal. En 1949 Harold Ridley introdujo el concepto de implantación de lente intraocular que permitió una rehabilitación visual más eficiente y cómoda posible tras la cirugía de catarata. En 1967, Charles Kelman introdujo la facoemulsificación, técnica que utiliza ondas ultrasónicas para emulsionar el núcleo del cristalino con el fin de eliminar las cataratas sin necesidad de una gran incisión. Este nuevo método de cirugía disminuyó la necesidad de una estancia hospitalaria prolongada e hizo que la cirugía fuera ambulatoria. Los pacientes sometidos a cirugía de catarata apenas refieren dolor o molestias durante el procedimiento. Sin embargo, los pacientes que tienen anestesia tópica, en lugar de anestesia de bloqueo peribulbar, pueden experimentar alguna molestia. Según encuestas realizadas a miembros de la sociedad Americana de cataratas y cirugía refractiva, aproximadamente 2,85 millones de intervenciones de cataratas se realizaron en Estados Unidos durante 2004 y 2,79 millones en 2005. En la India, la cirugía moderna con inserción de lentes intraoculares en los campamentos quirúrgicos oftalmológicos patrocinados por el gobierno y las ONG ha reemplazado a procedimientos quirúrgicos antiguos. En raras ocasiones, las infecciones han causado ceguera entre algunos pacientes de los campamentos oftalmológicos masivos y gratuitos de la India.

## Lectura adicional
Finger, Stanley (2001). Origins of Neuroscience: A History of Explorations Into Brain Function. Oxford University Press. ISBN 978-0-19-514694-3.
Lade, Arnie; Svoboda, Robert (2000). Chinese Medicine and Ayurveda. Motilal Banarsidass. 978-81-208-1472-1.
Frampton, Geoff; Harris, Petra; Cooper, Keith; Lotery, Andrew; Shepherd, Jonathan (2014). "The clinical effectiveness and cost-effectiveness of second-eye cataract surgery: a systematic review and economic evaluation". Health Technology Assessment. Southampton UK: NIHR Journal Library. 18 (68): 1–205, v–vi. doi:10.3310/hta18680. PMC 4781176. PMID 2540576. 18.68.
Prajna, N. Venkatesh; Ravilla, Thulasiraj D.; Srinivasan, Sathish (2015). "CH: 11. Cataract Surgery". In Debas, H.T.; Donkor, P.; Gawande, A.; Jamison, D.T.; Kruk, M.E.; Mock, C.N. (eds.). Essential Surgery. Disease Control Priorities. 1 (3rd ed.). The International Bank for Reconstruction and Development / The World Bank. ISBN 978-1-4648-0346-8.